# Giải BET
Giải BET hay BET Awards là giải thưởng của đài Black Entertainment Television (BET), Mỹ, để công nhận thành tựu của những người Mỹ gốc Phi trong các lĩnh vực âm nhạc, diễn xuất, thể thao và giải trí nói chung. Giải được tổ chức hàng năm và phát trực tiếp.
Lễ trao giải được một hồi đồng gồm 500 thành viên thẩm định. Hội đồng này là những nghệ sĩ, nhà sản xuất, nhà phê bình trong giới âm nhạc, giải trí và báo chí. Những nghệ sĩ, dự án hoạt động/phát hành trong năm sẽ được nhà đài lựa chọn tùy ý và xếp thành một danh sách. Sau đó đài gửi thư online để công chúng bỏ phiếu bầu, thư sẽ được Yangaroo, Inc., một công ty công nghệ và truyền thông hợp tác với nhiều kênh truyền hình, thu thập lại. Cuối cùng, những nghệ sĩ, dự án có nhiều phiếu nhất sẽ được chọn làm đề cử và đưa ra hội đồng thẩm định để xem xét và trao giải.